# Пожарная каланча (Осташков)
Пожарная каланча в Осташкове — объект культурного наследия федерального значения, памятник архитектуры второй половины XIX века, одна из достопримечательностей исторической части города. Самое крупное и сохранное сооружение такого типа в Тверской области. Расположено по адресу: Советский переулок, д. 17.

## История
В 1843 году в Осташкове на одной из первых площадей — Торговой (современной площади Свободы) была создана первая в России общественная пожарная команда, которая формировалась из горожан — непрофессиональных пожарных. В результате пожара 1868 года выгорела значительная часть города, в том числе и деревянное депо с пожарными инструментами. В 1869 году по инициативе городского главы Фёдора Кондратьевича Савина на средства Общественного банка на месте деревянного было построено каменное пожарное депо с каланчой. Савин лично руководил пожарной командой до 1873 года, а после — на правах попечителя. Для экстренного тушения пожаров выкопали пруды в разных частях города и провели водопровод на центральную площадь из озера.
Впоследствии был создан один из первых музеев пожарной охраны.
Со времени постройки и на протяжении всего советского периода здание использовалось по назначению как пожарная часть. В настоящее время помещение депо занимает автосервис. Деревянная каланча находится в аварийном состоянии и требует реставрации.

## Архитектура
Пожарное депо с каланчой — архитектурный памятник эклектики, оно является одной из доминант исторической центральной части города. Пожарная часть занимает восточную часть сооружения, гаражи для пожарной техники — центральную и западную. Здание, кроме фронтона над деревянным этажом, сохранилось в первозданном виде.
Массивный кирпичный первый этаж выполнен в неоклассическом («кирпичном») стиле. Ровная аркада служит украшением фасадов и делит их на равные отрезки. Сараи для пожарных карет отделены в центральной части рустованными кирпичными пилястрами. Над центральной частью расположен деревянный этаж, который членится плоскими накладными пилястрами. Тройные окна в центральной части создают ритм колончатого пояса, охватывающего всё здание. Пожарная каланча украшена хорошо обработанным дощатым покрытием, которое воспроизводит формы каменной архитектуры с полукруглыми окнами третьей четверти XIX века.